# Evangelická luterská církev v Tanzanii

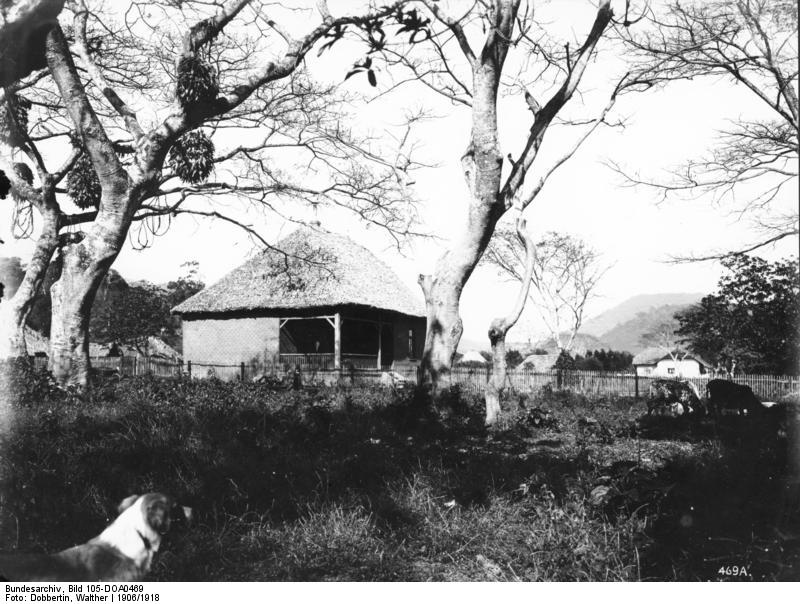
Misijní stanice ve městě Arusha na počátku 20. století

Evangelická luterská církev v Tanzanii (angl. Evangelical Lutheran Church in Tanzania, svah. Kanisa la Kiinjili la Kilutheri Tanzania, zkr. ELCT) je druhou největší luteránskou církví na světě (po Etiopské evangelické církvi Mekane Yesus).
Luterství do Tanzanie přinesli němečtí, švédští a američtí misionáři v 19. století. Roku 1938 vytvořilo sedm luterských církví v Tanganice Federaci luterských církví v Tanganice, která se roku 1963 přeměnila na jednotnou církev. ELCT se v současnosti dělí na 20 diecézí, v jejichž čele stojí biskupové. V čele celé církve stojí předsedající biskup (presiding bishop, mkuu) Roku 2014 ELCT vykazovala 6 531 336 členů.
ELCT je zřizovatelkou vysoké školy Tumaini University Makumira v Arushi.
Evangelická luterská církev v Tanzanii je členkou Světové luterské federace.